# 藤原成子
藤原 成子（ふじわら の しげこ、生年不詳 - 安元3年3月11日（1177年4月5日））は、平安時代後期・後白河天皇後宮の女官（典侍）。権大納言・藤原季成の娘。別名高倉三位局。
待賢門院璋子の姪で、後白河天皇とは従姉妹にあたる。邸宅が三条高倉にあったことから、高倉三位と呼ばれた。天皇の即位前から10年余にわたって寵愛を受け、守覚法親王、以仁王、亮子内親王（殷富門院）、式子内親王、好子内親王、休子内親王ら二男四女を相次いでもうけたが、建春門院のように正式な妃（女御）として重んじられることはなかった。安元3年（1177年）、従三位で薨去。